# بيتر ماكلولين (مؤرخ)
بيتر ماكلولين (بالإنجليزية: Peter McLaughlin)‏ هو مؤلف ومؤرخ بريطاني، ولد في 1956 في أيرلندا الشمالية في المملكة المتحدة.